# Bechterszczyna
Bechterszczyna (ukr. Бехтерщина) – wieś na Ukrainie, w obwodzie połtawskim, w rejonie myrhorodzkim. W 2001 liczyła 297 mieszkańców, wśród których 293 jako ojczysty język wskazało ukraiński, a 4 rosyjski.